# Saint-Léger-sur-Roanne
Saint-Léger-sur-Roanne település Franciaországban, Loire megyében. Lakosainak száma 1159 fő (2022. január 1.). Saint-Léger-sur-Roanne Saint-Romain-la-Motte, Pouilly-les-Nonains és Riorges községekkel határos.

## Népesség
A település népessége az elmúlt években az alábbi módon változott:
| Lakosok száma | 578  | 859  | 947  | 1038 | 1132 | 1130 | 1145 | 1157 | 1161 | 1159 |
|               | 1968 | 1982 | 1990 | 2006 | 2013 | 2015 | 2017 | 2019 | 2020 | 2022 |